# Carex disperma
Carex disperma (syn. Carex tenella) je druh jednoděložné rostliny z čeledi šáchorovité (Cyperaceae), rodu ostřice (Carex).

## Popis
Jedná se o rostlinu dosahující výšky nejčastěji 15–60 cm.
Je vytrvalá, výběžkatá, netrsnatá, s dlouhými bledě hnědými oddenky. Lodyhy jsou ostře trojhranné, chabé, nahoře drsné, delší než listy. Bazální pochvy jsou bledě hnědé, jazýček je širší než delší. Čepele listu jsou pouze 1–1,5 mm široké.. Carex disperma patří mezi stejnoklasé ostřice, všechny klásky vypadají víceméně stejně a většinou obsahují samčí i samičí květy. Klásků je nejčastěji 2–5, jsou málokvěté, na bázi obsahují jen 2–3 samičí květy, nahoře 1–2 květy samčí. Okvětí chybí. Blizny jsou většinou 2. Plodem je mošnička, která je cca 2,5–3 mm dlouhá, eliptická, bikonvexní, nejprve bledě zelená, později za zralosti hnědá až purpurově hnědá, na vrcholu zakončená krátkým zobánkem. Každá mošnička je podepřená plevou, která bledá se zelenavým středním kýlem, užší a kratší než mošnička. Počet chromozómů je 2n=70.

## Rozšíření
Carex disperma se vyskytuje v severní Evropě, především ve Skandinávii, odkud zasahuje přes Pobaltí až do severovýchodního Polska, dále roste v severní části evropského Ruska, v Grónsku, na Sibiři a Dálném Východě. V Severní Americe její areál zabírá Aljašku, Kanadu a severnější část USA. Je to vlhkomilný druh mokřadů, vlhkých luk a podmáčených jehličnatých lesů.